# L'ultimo lupo
L'ultimo lupo (Wolf Totem) è un film del 2015 diretto da Jean-Jacques Annaud, basato sul romanzo autobiografico Il totem del lupo di Jiang Rong, bestseller del 2004.

## Trama
Cina, 1967. Durante la Grande rivoluzione culturale due giovani studenti di Pechino vengono inviati nella Mongolia Interna per insegnare a leggere e a scrivere ai bambini delle tribù nomadi. Qui Chen scopre e rimane affascinato dai lupi e dal loro legame con i pastori. Quando il governo cinese ordina di eliminare i cuccioli di lupo, Chen Zhen di nascosto ne salva uno e decide di allevarlo per osservare da più vicino l'animale.

## Distribuzione
Il film è stato distribuito nelle sale cinesi il 19 febbraio 2015, mentre in quelle francesi a partire dal 25 dello stesso mese. In Italia è uscito il 26 marzo, sia in 2D che in 3D.

## Colonna sonora
La colonna sonora del film è stata affidata al compositore James Horner. Si tratta della quarta collaborazione di Horner con Annaud.
Le tracce del film sono le seguenti:
1. Leaving for the Country – 2:17
2. Wolves Stalking Gazelles – 4:19
3. An Offering to Tengger / Chen saves the last Wolf Pup – 9:22
4. Wolves Attack the Horses – 4:49
5. A Red Ribbon – 3:20
6. The Frozen Lake – 4:42
7. Discovering Hidden Dangers – 2:46
8. Little Wolf – 3:27
9. Scaling the Walls – 4:07
10. Suicide Pact – 2:17
11. Hunting the Wolves – 6:04
12. Death of A'ba – 1:35
13. Return to the Wild – 9:52

## Produzione
In questo film sono stati usati veri lupi della Mongolia, mentre di solito negli altri film si utilizzano cani lupo, come accaduto ad esempio per Zanna Bianca.